# Berthe (rivière)
Pour les articles homonymes, voir Berthe.
Pour un article plus général, voir Réseau hydrographique d'Eure-et-Loir.
La Berthe est une rivière du département français d'Eure-et-Loir, affluent en rive droite de la Rhône, sous-affluent de la Loire par l'Huisne, la Sarthe et la Maine.

## Communes traversées
De sa source à sa confluence avec la Rhône, la Berthe parcourt 12,7 km et traverse, du sud-est au nord-ouest, 5 communes.
D'amont en aval :
- Argenvilliers ;
- Vichères ;
- Trizay-Coutretot-Saint-Serge ;
- Nogent-le-Rotrou ;
- Saint-Jean-Pierre-Fixte.

## Patrimoine bâti
La vallée de la Berthe présente au long de son cours trois manoirs du XVIe siècle :
- Le manoir de la Manorière à Vichères,  Inscrit MH (1927)[2] ;
- les manoirs de Miermaux (environ 1575) et du Grand Plessis (1493-1494) à Trizay-Coutretot-Saint-Serge[3].